# Podgorje pri Letušu
Podgorje pri Letušu je naselje v Občini Braslovče.